# Bellator 79
Bellator LXXIX foi um evento de artes marciais mistas organizado pelo Bellator Fighting Championships, ocorrido em 2 de novembro de 2012 no Casino Rama em Rama, Ontário. O evento foi transmitido ao vivo na MTV2.

## Background
O evento contou com uma das lutas da semifinal dos Torneios dos Pesados e dos Penas ambos da Sétima Temporada.
Paul Daley era originalmente esperado para lutar nesse evento, porém foi retirado do card porque não podia atravessar a fronteira do Canadá, devido à problemas no seu visto.